# Bernd Uhde
Bernd Uhde (* 22. Februar 1950 in Ratingen im Regierungsbezirk Düsseldorf) ist ein deutscher Fotograf und freier Künstler. Er wurde mit seinem Luftbild-Kunstprojekt bekannt.

## Leben
Bernd Uhde besuchte zunächst die Peter-Behrens-Werkkunstschule Düsseldorf, bevor er nach Berlin zog und von 1971 bis 1976 Freie Malerei, unter anderem bei Karl Horst Hödicke, und Visuelle Kommunikation an der Universität der Künste Berlin studierte. Es folgten freiberufliche Projektarbeiten als Fotograf und Grafikdesigner sowie erste Dokumentarfilme. 1979 begann er sein Studium an der Deutschen Film- und Fernsehakademie Berlin (DFFB), das er 1983 mit dem Schwerpunkt Regie und Kamera abschloss. Von 1982 bis 2001 arbeitete Bernd Uhde an der Realisierung von Dokumentarfilmprojekten, die er in seiner 1993 gegründeten Firma auch produzierte. 1996 hatte er einen Lehrauftrag an der Bauhaus-Universität Weimar im Studiengang Freie Kunst inne.
Er ist verheiratet und lebt auf einem Niedersachsenhof bei Lüneburg.

## Werk
Im Jahr 2001 begann er das Fotokunstprojekt „AirRealArt“. Uhde fotografiert Texturen von Stadt-, Industrie- und Naturlandschaften aus vertikaler Perspektive bei Flügen mit dem Heißluftballon, Hubschrauber oder Ultraleichtflugzeug aus einer Höhe zwischen 100 und 1000 Metern. Sein „Markenzeichen“ sei es, „senkrecht von oben nach unten zu fotografieren“, schrieb Der Spiegel. Die so entstandenen Fotoserien mit Titeln wie Ansichten-Aufsichten, Landscapes oder Urban Surfaces wurden seit 2002 in Ausstellungen gezeigt und in Bildbänden veröffentlicht. 2014 erschien von Bernd Uhde der Bildband White Album, für den er fünf Jahre lang Winterbilder in Norddeutschland aus der Luft fotografiert hatte. NDR Kultur befand: „Bernd Uhdes Bilder dokumentieren nichts, sie kartografieren nichts und sie werfen auch keine sozialkritischen Fragen auf. Sie sind einfach schön.“ Das Buch wurde für den Deutschen Fotobuchpreis 2015 nominiert und nahm an der gleichnamigen Wanderausstellung teil.
Anfang 2025 beendete er sein Fotokunstprojekt. Sein Werk mit 930 Fotografien übergab er dem Kunstarchiv der Sparkassenstiftung in Lüneburg.

## Veröffentlichungen
- Black Album (mit einem Geleitwort von Martin Feltes), Verlag seltmann+söhne, Berlin 2019, ISBN 978-3-946688-71-6
- White Album. Die Farben des Schnees – Bernd Uhdes Spurensuche in Landschaften der Stille (mit einem Vorwort von Belinda Grace Gardner), Seltmann, Lüdenscheid/Hamburg/Berlin 2014, ISBN 978-3-944721-04-0
- Landscapes. Ortsbeschreibung eines Überfliegers, Seltmann, Lüdenscheid/Hamburg/Berlin 2009, ISBN 978-3-934687-72-1
- Urban Surfaces. Stillleben einer Wirklichkeit im Wandel, Seltmann, Lüdenscheid/Hamburg/Berlin 2009, ISBN 978-3-934687-73-8
- Ansichten – Aufsichten, Ars Momentum, Witten 2006, ISBN 3-938193-14-X

## Preise
- 2015: Licher Fotopreis zum Thema „Menschen und Natur“ für sein in Neuseeland aufgenommenes Bild „Golden Bay“[8]